# Dhün
Dhün war eine Ortschaft, die in der Großen Dhünntalsperre untergegangen ist.

## Geschichte
Dhün lag etwa 300 m westlich von Plätzmühle am Einlauf eines von Neschen herabkommenden Bachs in die Dhünn und gehörte zur Gemeinde Odenthal. Es war viele hundert Jahre lang Sitz eines Altenberger Hofgerichtes. 
Dadurch hatte der Weiler eine bedeutende Position in seiner Umgebung. Hier standen fünf Häuser, eins auf der südlichen und vier auf der nördlichen Straßenseite. Es hieß, dass der Ort die „kleinsten und schnuckeligsten“ Fachwerkhäuser im Tal gehabt habe.
Aus einer erhaltenen Steuerliste von 1586 geht hervor, dass die Ortschaft Teil der Honschaft Breidbach im Kirchspiel Odenthal war.
Die Topographia Ducatus Montani des Erich Philipp Ploennies, Blatt Amt Miselohe, belegt, dass der Wohnplatz 1715 als Freyhof kategorisiert wurde und mit Gerlichs Dünn bezeichnet wurde.
Unter der französischen Verwaltung zwischen 1806 und 1813 wurde die Herrschaft aufgelöst. Dhünn wurde politisch der Mairie Odenthal im Kanton Bensberg zugeordnet. 1816 wandelten die Preußen die Mairie zur Bürgermeisterei Odenthal im Kreis Mülheim am Rhein.
Der Ort ist auf der Topographischen Aufnahme der Rheinlande von 1824 als Dhünn und auf der Preußischen Uraufnahme von 1840 als Dünn verzeichnet. Ab der Preußischen Neuaufnahme von 1892 ist er auf Messtischblättern regelmäßig als Dhün oder ohne Namen verzeichnet. Dhün war seit jeher Teil der katholischen Pfarrei Odenthal.
| Jahr | Einwohner | Wohn- gebäude | Kategorie  | Bemerkung      |
| ---- | --------- | ------------- | ---------- | -------------- |
| 1822 | 36        |               | Ackergüter |                |
| 1830 | 40        |               | Ackergut   |                |
| 1845 | 52        | 9             | Ackergüter | Dühn genannt.  |
| 1871 | 46        | 9             | Hofstelle  | Dhünn genannt. |
| 1885 | 45        | 10            | Wohnplatz  |                |
| 1895 | 41        | 9             | Wohnplatz  |                |
| 1905 | 28        | 7             | Wohnplatz  |                |